# Biblioteca de la Universidad de Extremadura
La Biblioteca de la Universidad de Extremadura es una unidad funcional que provee los recursos para el aprendizaje, la docencia, la investigación, la formación continua y las actividades relacionadas con el funcionamiento y la gestión de la Universidad de Extremadura en su conjunto. Está presente en los  cuatro campus de la UEX. Su definición está recogida en los Estatutos de la UEX y cuenta con un Consejo Asesor. 
La misión del Servicio de Bibliotecas de la UEX es facilitar  recursos y servicios informativos a la Comunidad Universitaria, de manera que se contribuya a alcanzar los objetivos que la Universidad de Extremadura se propone en lo que a docencia, investigación y calidad se refiere.

## Estructura del Servicio de Bibliotecas de la UEX
Unidades Técnicas y equipo directivo
| Dirección del Servicio                                   |
| Subdirección de Coordinación Técnica                     |
| Subdirección de Servicios y Recursos.                    |
| Unidad Técnica de Gestión de la Colección- Suscripciones |
| Unidad Técnica de Apoyo a Docencia e investigación       |
| Unidad Técnica de Atención a Usuarios de Badajoz         |
| Unidad Técnica de Automatización                         |
| Unidad Técnica de Biblioteca Digital.                    |
| Unidad Técnica de Extensión, Comunicación y Difusión     |
| Unidad Técnica de Gestión de la Colección                |
| Unidad Técnica de Proceso Técnico y Bibliográfico        |

Bibliotecas de Centro y centrales
| Biblioteca Central de BA Avda de Elvas s/n 06006 Badajoz                             |
| Biblioteca Central de CC Avda de la Univ. s/n 10003 Cáceres                          |
| Biblioteca C. Universitario de Mérida Santa Teresa de Jornet, 38 06800 Mérida        |
| Biblioteca C. Universitario de Plasencia Avda Virgen del Puerto,2 10600 Plasencia    |
| Biblioteca Escuela de I. Agrarias Crta. De Cáceres 06071 Badajoz                     |
| Biblioteca Escuela de I. Industriales Avda de Elvas s/n 06006 Badajoz                |
| Biblioteca Facultad de Enfermería y T. O. Avda de la Universidad s/n 10003 Cáceres   |
| Biblioteca Facultad de CC.Información y Documentación Plaza Ibn Marwan 06071 Badajoz |
| Biblioteca Facultad de CC del Deporte Avda de la Universidad s/n 10003 Cáceres       |
| Biblioteca Facultad de Derecho Avda de la Universidad s/n 10003 Cáceres              |
| Biblioteca Facultad de Educación Avda de Elvas s/n 06006 Badajoz                     |
| Biblioteca Facultad de Finanzas y Turismo Avda de la Universidad s/n 10003 Cáceres   |
| Biblioteca Facultad de Medicina Avda de Elvas s/n 06006 Badajoz                      |
| Biblioteca Facultad de Veterinaria Avda de la Universidad s/ N 1003 Cáceres          |

## Cooperación bibliotecaria
La BUEX forma parte de asociaciones nacionales e internacionales encaminadas a potenciar la cooperación entre bibliotecas y la optimización de los recursos. 
- REBIUN, Red de Bibliotecas Universitarias Españolas
- GEUIN, Grupo Español de Usuarios de Innovative
- LIBER, Ligue Internationale des Bibliothèques de Recherche

## Servicios
La biblioteca ofrece a los usuarios diversos servicios que permiten el acceso, la provisión y el uso de los recursos documentales propios y externos accesibles por Internet: catálogo automatizado, préstamo, acceso a documentos y préstamo interbibliotecario, referencia e información bibliográfica, formación en competencias en información , préstamo de portátiles, etc.
Las diversas bibliotecas cuentan con salas de lectura, zonas Wi-Fi, salas de trabajo en grupo, estaciones de trabajo y ordenadores de uso público, máquinas de autopréstamo, buzones de devolución, calculadoras gráficas y diversos medios para la reproducción de documentos. Existen puestos adaptados a diferentes discapacidades.

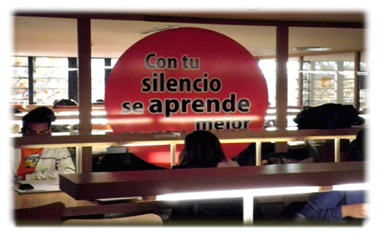
Zona de silencio en la Biblioteca Central de Badajoz.

La biblioteca ofrece un catálogo en línea, mediante el software Sierra, que integra la colección impresa y electrónica, con un servicio de discovery que permite localizar textos completos de recursos electrónicos. igualmente, mantiene y gestiona el Repositorio institucional de investigación de la UEX, Dehesa, desarrollado a partir de Dspace.

## Cifras
En 2016, contaba con 480.921ejemplares de libros en papel y 42.379 libros electrónicos, así comocon cerca de 31 mil revistas, principalmente electrónicas y 3730 puestos de lectura o trabajo.

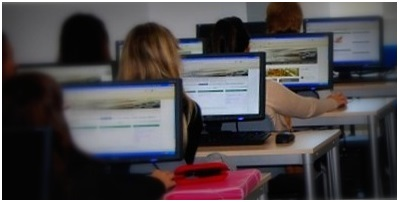
Ordenadores para los estudiantes.